# کارآگاه موشه
کاراگاه موشه (انگلیسی: Danger Mouse) یک مجموعه تلویزیونی انیمیشن انگلیسی است که توسط FremantleMedia و Boulder Media تولید شده است ، اگرچه تولید آن توسط Boat Rocker Media در سال 2018 پس از دستیابی به FremantleMedia Kids & Family آغاز شد.